# Ivan Triesault
Ivan Triesault (estnisch Juhan Treisalt; * 1. Julijul. / 13. Juli 1898greg. in Reval, Russisches Kaiserreich, Gouvernement Estland; † 3. Januar 1980 in Los Angeles, Kalifornien) war ein amerikanischer Schauspieler estnischer Herkunft.

## Leben und Karriere
Triesault wurde in Reval, der heutigen estländischen Hauptstadt Tallinn, geboren. Seine ersten Bühnenauftritte hatte Triesault im Alter von 14 Jahren am deutschen Theater in Reval. Als er 18 Jahre alt war, zog er in die Vereinigten Staaten und begann ein Tanz- und Schauspielausbildung. Als Tänzer arbeitete er über längere Zeit an der Radio City Music Hall. Nachdem er kurz auch am Broadway aufgetreten war, wandte er sich Anfang der 1940er-Jahre dem Medium Film zu. Sein Filmdebüt absolvierte er 1943 mit einer kleinen Nebenrolle in Botschafter in Moskau.
Schnell konnte Triesault sich als Nebendarsteller etablieren und spielte häufig die Rolle des schurkenhaften, bedrohlichen oder mysteriösen Ausländers. In Alfred Hitchcocks Filmklassiker Berüchtigt spielte er beispielsweise den kaltblütigen Nazi-Agenten Eric Mathis. Eine seiner wenigen sympathischen Rollen hatte Triesault als Pastor Martin Niemöller im Anti-Nazi-Propagandafilm The Hitler Gang. Zu seinen weiteren Filmen zählen Der Fall Cicero, Die Reise zum Mittelpunkt der Erde, Der Löwe von Sparta und Colonel von Ryans Express. Insgesamt war er in mehr als 120 Film- und Fernsehproduktionen zu sehen, zuletzt 1969.
Er starb am 3. Januar 1980 im Alter von 81 Jahren an Herzversagen.

## Filmografie (Auswahl)
- 1943: Botschafter in Moskau (Mission to Moscow)
- 1943: The Strange Death of Adolf Hitler
- 1944: Auf Ehrenwort (Uncertain Glory)
- 1944: Dr. Wassells Flucht aus Java (The Story of Dr. Wassell)
- 1944: The Hitler Gang
- 1944: Cry of the Werewolf
- 1944: Days of Glory
- 1945: Polonaise (A Song to Remember)
- 1946: Berüchtigt (Notorious)
- 1946: Flucht von der Teufelsinsel (The Return of Monte Cristo)
- 1947: Goldene Ohrringe (Golden Earrings)
- 1948: Opium (To the Ends of the Earth)
- 1949: Kesselschlacht (Battleground)
- 1949: Aufruhr in Marokko (Outpost in Morocco)
- 1950: Kim – Geheimdienst in Indien (Rudyard Kipling’s Kim)
- 1950: Opfer der Unterwelt (D.O.A.)
- 1951: Der nächtliche Reiter (The Lady and the Bandit)
- 1951: Rommel, der Wüstenfuchs (The Desert Fox: The Story of Rommel)
- 1951: Der Fall Cicero (Five Fingers)
- 1951: Spione, Liebe und die Feuerwehr (My Favorite Spy)
- 1952: Stadt der Illusionen (The Bad and The Beautiful)
- 1953: Der Legionär der Sahara (Desert Legion)
- 1953: Wie angelt man sich einen Millionär? (How to Marry a Millionaire)
- 1953: Allen Gefahren zum Trotz (Back to God's Country)
- 1953: Die Thronfolgerin (Young Bess)
- 1954: Alt Heidelberg (The Student Prince)
- 1954: Die Teufelspassage (Border River)
- 1954: Ihre zwölf Männer (Her Twelve Men)
- 1957: Der Mann, der niemals lachte (The Buster Keaton Story)
- 1957: Düsenjäger (Jet Pilot)
- 1957: Seidenstrümpfe (Silk Stockings)
- 1958: Jakobowsky und der Oberst (Me and the Colonel)
- 1959: Die Reise zum Mittelpunkt der Erde (Journey to the Center of the Earth)
- 1959: The Amazing Transparent Man
- 1959/1964: Perry Mason (Fernsehserie, 2 Folgen)
- 1960: Cimarron
- 1961: Geh nackt in die Welt (Go Naked in the World)
- 1961: Barabbas (Barabbà)
- 1962: Der Löwe von Sparta (The 300 Spartans)
- 1962: Es geschah in Athen (It Happened in Athens)
- 1963: Der Preis (The Prize)
- 1964/1966: Die Seaview – In geheimer Mission (Fernsehserie, 2 Folgen)
- 1965: Colonel von Ryans Express (Van Ryan's Express)
- 1966: Batman hält die Welt in Atem (Batman)
- 1967: Kobra, übernehmen Sie (Fernsehserie, 1 Folge)
- 1967/1969: Verrückter wilder Westen (Fernsehserie, 2 Folgen)
- 1968: Bonanza (Fernsehserie, 1 Folge)
- 1969: Der Chef (Fernsehserie, 1 Folge)